# C13H19N3O4
化学式C13H19N3O4（摩尔质量：281.31 g/mol）可以指：
- 二甲戊灵，CAS号：40487-42-1
- 地乐灵，CAS号：1918-08-7